# Objetividad entre paréntesis
Objetividad entre paréntesis es una expresión acuñada por el científico chileno Humberto Maturana para referirse al papel de la objetividad en los criterios de validación de las explicaciones científicas, que para este autor debería ser puesta "entre paréntesis" ya que el conocimiento es una construcción en el lenguaje con la intención de captar de una realidad independiente del observador. Este concepto tradicional de la objetividad lo denominaría como objetividad trascendental.
La objetividad entre paréntesis se sustentaría en el determinismo estructural de los sistemas vivos, que se relacionarían con su entorno dentro de las posibilidades de su constitución estructural. Así lo percibido del mundo exterior correspondería a una construcción hecha por el observador a partir de su estructura y tiene que ver con su historia de cambios estructurales, más que con el agente que perturba sus sistemas sensoriales, que en sí mismo no tiene el poder de generar los cambios de estado que tuvo el sistema que observa. Así, una aprehensión objetiva del entorno es imposible por la misma constitución estructural de los seres vivos, que sólo pueden procesar de su entorno aquello que su estructura permite. Por ejemplo, la visión "objetiva" del entorno depende de la constitución estructural del ojo del sujeto.
De la misma forma, Maturana advierte de la incapacidad de distinguir entre el error y la ilusión de una vivencia en el momento en que ocurre. Por lo tanto todo es vivido como real al momento de vivirlo, y es una operación de abstracción posterior la que otorga este carácter a cualquier experiencia, que a su vez se basa en otra experiencia cuyo carácter de realidad también está sujeto a las mismas reglas. Así, las explicaciones que un observador construye están también cimentadas en su historia de cambios estructurales, que puestas en el lenguaje se construyen sobre la base de distinciones hechas en él por una comunidad en particular. Los consensos científicos sobre la verdad, entonces, tendrían una validez restringida, y el argumento de la objetividad no resultaría válido para sostener que la verdad científica tiene un carácter privilegiado frente a otras formas de concebir la realidad.